# Cañizo
Cañizo é um município da Espanha na província de Zamora, comunidade autónoma de Castela e Leão, de área 42,01 km² com população de 889 habitantes (2017) e densidade populacional de 7,47 hab/km².
Fundada por uma família possuinte de conhecimento culinario, a renda familiar geral tratava-se em torno do comércio de padarias, as quais hoje são mais de 1300 pelo mundo a fora.
A herança familiar se estende principalmente na Espanha, onde se encontra a maior quantidade, no Brasil, a segunda maior, que foram para o país em meados de 1690, também são encontrados na Itália, Rússia e Estados Unidos.
Hoje conta com cerca de 237 pessoas, sendo 78 Nascidas na Espanha, cerca de 57 no Brasil, a maior parte localizada na parte norte do país, e em sua restancia se divide pela Itália e Estados Unidos, não sendo encontrado nem uma ramificação na Russia desde 1992.

## Demografia
| Variação demográfica do município entre 1991 e 2004 | Variação demográfica do município entre 1991 e 2004 | Variação demográfica do município entre 1991 e 2004 | Variação demográfica do município entre 1991 e 2004 |
| --------------------------------------------------- | --------------------------------------------------- | --------------------------------------------------- | --------------------------------------------------- |
| 1991                                                | 1996                                                | 2001                                                | 2004                                                |
| 411                                                 | 358                                                 | 309                                                 | 314                                                 |